# 野市郵便局
野市郵便局（のいちゆうびんきょく）は、高知県香南市にある郵便局。民営化前の分類では集配特定郵便局であった。

## 概要
住所：〒781-5299 高知県香南市野市町西野677-1

## 沿革
- 1880年（明治13年）6月16日 - 野市郵便局（五等）として開設[1]。
- 1887年（明治20年）6月1日 - 野市村郵便受取所となる。
- 1898年（明治31年）11月16日 - 野市郵便受取所に改称。
- 1905年（明治38年）4月1日 - 野市郵便局（三等）となる。
- 1954年（昭和29年）9月1日 - 電話通話および和文電報受付事務を除く電気通信業務の取扱を赤岡電報電話局に移管[2]。
- 2007年（平成19年）10月1日 - 民営化に伴い、併設された郵便事業高知東支店野市集配センターに一部業務を移管。
- 2012年（平成24年）10月1日 - 日本郵便株式会社発足に伴い、郵便事業高知東支店野市集配センターを野市郵便局に統合。
- 2014年（平成26年）1月27日 - 赤岡郵便局から「781-53xx」区域の集配業務を移管。

## 取扱内容
- 郵便、印紙、ゆうパック、内容証明
- 貯金、為替、振替、振込、国際送金、国債、投資信託
- 生命保険、バイク自賠責保険
- ゆうちょ銀行ATM
- 香南市内の一部地域（旧野市町域、旧赤岡町域、旧香我美町のうち岸本、徳王子：〒781-52xx、〒781-53xx）の集配業務

## 周辺
- 香南市立野市小学校
- 香南市役所
- 香南市立野市図書館
- 烏川

## アクセス
- 土佐くろしお鉄道ごめん・なはり線 のいち駅から北西へ400m（徒歩約5分）
- 高知東部交通バス 武市橋停留所、香南市営バス 野市保育所西停留所下車
- 高知自動車道 南国ICから南東へ約10km
- 高知県道372号土佐山田野市線沿い
- 駐車場あり：12台